# Charles Revson
Charles Haskell Revson (ur. 11 października 1906, zm. 25 sierpnia 1975) – amerykański biznesmen i filantrop. Najbardziej znany jako założyciel marki kosmetycznej Revlon, którą założył w 1932 roku, w czasie wielkiego kryzysu. Zaczynając od sprzedaży lakieru do paznokci zbudował wielką firmę, której produkty, w roku śmierci założyciela, sprzedawano w 85 krajach świata, a obroty wynosiły ponad 600 mln dolarów.